# New Super Mario Bros.
New Super Mario Bros. (New スーパーマリオブラザーズ?, Nyū Sūpā Mario Burazāzu) è un videogioco a piattaforme del 2006 sviluppato e pubblicato da Nintendo per il Nintendo DS. È stato pubblicato il maggio 2006 in Nord America e Giappone, mentre nelle regioni PAL il giugno dello stesso anno. Primo capitolo della serie New Super Mario Bros., sottoserie del franchise di Super Mario, vede Mario farsi strada tra gli scagnozzi di Bowser per salvare la principessa Peach. Mario ha accesso a diversi power-up vecchi e nuovi che lo aiutano a completare la sua missione, tra cui il Super Fungo, il Fiore di Fuoco e la Super Stella, ognuno capace di conferirgli abilità uniche. Mentre viaggia attraverso otto mondi con più di 80 livelli, Mario deve sconfiggere Bowser Jr. e Bowser prima di poter salvare la principessa Peach.
New Super Mario Bros. è stato un successo commerciale e di critica; gli elogi erano rivolti ai miglioramenti del gioco e alle introduzioni apportate al franchise di Mario e alla fedeltà ai vecchi giochi della serie, mentre le critiche sono state rivolte al suo basso livello di difficoltà e alle persistenti somiglianze con i giochi precedenti. È stato definito uno dei migliori giochi disponibili per Nintendo DS da diversi critici e alcuni lo hanno inoltre definito uno dei migliori titoli di Super Mario a scorrimento laterale. Ha venduto oltre 30 milioni di copie in tutto il mondo, rendendolo il gioco più venduto per Nintendo DS e uno dei videogiochi più venduti di tutti i tempi. Il successo del gioco ha portato a una serie di sequel pubblicati per Wii, Nintendo 3DS, Wii U e Nintendo Switch.

## Trama
Mario/Luigi e la principessa Peach stanno passeggiando vicino al Regno dei Funghi, quando d'un tratto notano delle nuvole grigie scure comparire al di sopra del castello della principessa. Dei fulmini colpiscono il castello, portando Mario/Luigi a correre per raggiungerlo in modo da capire cosa stia succedendo. Bowser Jr. appare e rapisce la principessa, portando Mario/Luigi a correre indietro per cercare di salvarla. Mario/Luigi insegue e affronta quindi Bowser Jr., fallendo nel tentativo di salvare la principessa Peach e perdendo la sua forma Super Mario/Luigi. Il protagonista continua quindi ad inseguire Bowser Jr. attraverso otto mondi.
Nel primo castello di Bowser, Mario/Luigi incontra Bowser Jr. su un ponte sopra una fossa piena di lava, andandosene per lasciare il protagonista ad affrontare Bowser. Mario/Luigi attiva un pulsante, facendo crollare il ponte e facendo cadere Bowser nella fossa piena di lava sotto di lui. La lava brucia la pelle e la carne di Bowser, rendendolo uno scheletro non morto noto come "Skelobowser".
Più tardi, in uno dei castelli di Bowser, Mario/Luigi incontra nuovamente Bowser Jr. su un ponte sopra una fossa profonda, andandosene nuovamente per lasciare Mario/Luigi combattere contro Skelebowser. Il protagonista attiva un pulsante che fa crollare il ponte, facendo cadere Skelobowser nella fossa profonda sotto di lui, finendo per rompersi.
Bowser Jr. si ritira quindi nel castello principale di Bowser, dove Mario/Luigi affronta Bowser Jr. su un ponte sopra una fossa profonda mentre la Principessa Peach viene vista in una gabbia in aria. Bowser Jr. mette quindi lo scheletro distrutto di Bowser in un calderone, riportandolo al suo stato originale e rendendolo più potente. Mario/Luigi sconfigge quindi Bowser Jr. e attiva un pulsante, facendo crollare il ponte e facendo cadere Bowser nella fossa profonda sotto di lui. La principessa Peach viene quindi liberata e bacia Mario/Luigi sulla guancia. Nella scena dopo i titoli di coda, si vede Bowser Jr. trascinare Bowser, ormai privo di sensi, per la coda. Bowser Jr. poi guarda lo schermo e ringhia, rompendo la quarta parete.

## Modalità di gioco

Mario si scatena attraverso un livello dopo aver utilizzato il potenziamento del Megafungo, che lo fa crescere fino a raggiungere dimensioni enormi per un breve periodo di tempo, permettendogli di distruggere terreni come tubi e blocchi. Mario e gli oggetti circostanti vengono visualizzati con un effetto 2.5D.

New Super Mario Bros. è un videogioco a scorrimento laterale. Sebbene il gioco sia visto in 2D, la maggior parte dei personaggi e degli oggetti sono rendering poligonali 3D su sfondi 2D, risultando in un effetto 2.5D che simula visivamente la computer grafica 3D. Il giocatore può giocare nei panni di Mario o di suo fratello minore, Luigi. Similmente ai precedenti giochi di Mario, Mario e Luigi possono saltare, accovacciarsi, raccogliere monete, calpestare i nemici e rompere i blocchi. Le mosse dei giochi di Mario in 3D compaiono per la prima volta nei giochi della serie in 2D in New Super Mario Bros., tra cui lo schianto a terra, il salto triplo e il salto a parete. Vengono reintrodotti anche i nemici dei giochi precedenti, come i Boo, e vari altri nuovi nemici.
Ciascuno degli otto mondi presenta dagli otto ai dodici livelli, che vengono mostrati sul touch screen inferiore del Nintendo DS mentre il giocatore visualizza la mappa del mondo nel gioco. Sullo schermo superiore viene visualizzata la mappa del mondo attualmente selezionato, che viene utilizzata per navigare tra i livelli del mondo. L'obiettivo di ogni livello è raggiungere una bandiera nera alla fine dello stesso. Alla fine di ogni mondo, è necessario sconfiggere un boss diverso prima di procedere al mondo successivo. Ci sono sei power-up disponibili in New Super Mario Bros.; il gioco consente al giocatore di immagazzinare un potenziamento extra quando ne sta già utilizzando uno, una funzionalità ripresa da Super Mario World. Tre potenziamenti di Super Mario Bros. ritornano nel gioco: il Super Fungo fa crescere Mario di dimensioni, il Fiore di Fuoco permette a Mario di lanciare palle di fuoco e lo Starman rende Mario temporaneamente invincibile. Altri tre potenziamenti vengono introdotti in New Super Mario Bros.: il guscio koopa blu consente a Mario di ritirarsi in un guscio per proteggersi ed eseguire un attacco "tarta-scatto". Inoltre nuota più velocemente quando è in questa forma. Il Megafungo fa crescere Mario fino a raggiungere dimensioni incredibili, grazie alle quali può distruggere tutto sul suo cammino, mentre il Minifungo fa rimpicciolire Mario, permettendogli di entrare in piccoli passaggi. Minimario è così leggero che può correre sull'acqua e saltare molto in alto.
La modalità multigiocatore di New Super Mario Bros. prevede due giocatori uno contro l'altro mentre giocano nei panni di Mario e Luigi in uno di cinque scenari, in cui cercano di essere i primi a ottenere un numero preimpostato di stelle. Entrambi i giocatori possono attaccarsi a vicenda nel tentativo di rubare le stelle dell'altro. Saltare sul personaggio dell'avversario gli farà perdere una stella mentre eseguire uno schianto a terra ne farà perdere tre. Inoltre, alcuni minigiochi precedentemente disponibili in Super Mario 64 DS sono tornati con grafica 3D e ora offrono opzioni multigiocatore per una maggiore rigiocabilità. I minigiochi sono divisi in quattro categorie: azione, logica, svago e vari. New Super Mario Bros. presenta diciotto minigiochi per giocatore singolo e dieci minigiochi per più giocatori.

## Sviluppo
Nintendo ha annunciato il 21 gennaio 2006 che New Super Mario Bros. sarebbe stato pubblicato per Nintendo DS il 7 maggio 2006. Nello stesso momento sono stati presentati anche i nuovi power-up del gioco, tra cui il guscio koopa blu e il Megafungo. Nintendo ha inoltre affermato che il gioco sarebbe stato giocato in 2D, ma che avrebbe utilizzato modelli 3D per creare una grafica 2.5D. L'uscita del 7 maggio è stata successivamente posticipata al 21 maggio 2006, ma la data di uscita del gioco alla fine è stata leggermente anticipata al 15 maggio dello stesso anno; Nintendo prevedeva inoltre di distribuire il gioco nello stesso periodo del lancio del Nintendo DS Lite, avvenuto l'11 giugno 2006.
New Super Mario Bros. è il primo videogioco a piattaforme 2D originale a includere Mario dai tempi di Super Mario Land 2: 6 Golden Coins del 1992. New Super Mario Bros. era disponibile in anteprima per essere giocato all'E3 nel 2005. Ai designer del gioco è stata concessa molta più libertà in New Super Mario Bros. rispetto ai precedenti titoli 2D di Mario. Personaggi, nemici e oggetti ora potevano essere creati con animazioni molto più dettagliate, senza richiedere che fossero disegnati a mano. Per fornire segnali visivi, gli sviluppatori hanno reso la telecamera del gioco più dinamica; ingrandisce e rimpicciolisce l'azione a seconda della situazione per fornire messa a fuoco dove necessario.
La fisica gioca un ruolo importante nelle meccaniche di gioco migliorate di New Super Mario Bros.. Senza le rigide restrizioni degli sprite e degli sfondi basati su tile, i designer erano liberi di esplorare nuove meccaniche di gioco. Mario può dondolarsi su corde e camminare su fili che si piegano e si allungano sotto il suo peso.
All'inizio dello sviluppo del gioco, i programmatori avevano pianificato di non utilizzare il doppiaggio per rimanere fedeli allo spirito di Super Mario Bros.; tuttavia, alla fine scelsero di adottare il doppiaggio, pensando che sarebbe stata utile al gioco. Sebbene la recitazione vocale fosse già presente nei precedenti remake di Mario in 2D, New Super Mario Bros. è il primo videogioco originale di Mario in 2D a presentare il doppiaggio. Charles Martinet è tornato a dare la voce a Mario e Luigi, insieme a Nicole Mills nei panni della principessa Peach e Dolores Rogers nei panni di Bowser Jr. New Super Mario Bros. presenta una colonna sonora originale composta da Asuka Ohta e Hajime Wakai sotto la direzione del compositore della serie Super Mario Bros., Kōji Kondō, già autore dell'Aboveground BGM, il tema principale dei livelli regolari. La musica del gioco determina il gameplay; i nemici saltano e ballano a tempo di musica. Prevedendo i movimenti dei nemici, i giocatori possono sincronizzare i loro salti con i loro movimenti per raggiungere aree altrimenti inaccessibili.

## Distribuzione
New Super Mario Bros. è stato distribuito in Nord America il 15 maggio 2006, in Giappone il 25 maggio 2006, e in Europa il 30 giugno 2006. Nintendo non ha chiarito il motivo per cui ha scelto di ritardare di dieci giorni l'uscita del gioco nel mercato interno giapponese, ma GameSpot ha osservato che «è ovvio che la società vuole semplicemente qualche giorno in più per mettere su l'inventario». In Giappone, sono state vendute circa 420,000 copie di New Super Mario Bros. nel giorno d'uscita e circa 900,000 copie nei primi quattro giorni. All'epoca era il miglior esordio in termini di vendite per un gioco per Nintendo DS in Giappone, ma da allora è stato superato da Pokémon Diamante e Perla. È il 26º videogioco più venduto in Giappone nel 2008. Negli Stati Uniti, sono state vendute 500,000 copie di New Super Mario Bros. nei primi 35 giorni e un milione di copie dodici settimane dopo la sua uscita. Le vendite mondiali sono aumentate costantemente nel corso degli anni, con cinque milioni di copie all'aprile 2008, diciotto milioni al marzo 2009 e 30,8 milioni al marzo 2016, rendendolo il gioco più venduto per Nintendo DS e uno dei videogiochi più venduti di tutti i tempi.

## Accoglienza
| Testata                         | Giudizio |
| ------------------------------- | -------- |
| Metacritic (media al 9/10/2023) | 89/100   |
| 1Up.com                         | B+       |
| Computer and Video Games        | 9/10     |
| Edge                            | 8/10     |
| Eurogamer                       | 9/10     |
| Game Informer                   | 9.25/10  |
| GamePro                         | 4,5/5    |
| GameRevolution                  | B+       |
| GameSpot                        | 9/10     |
| GameSpy                         | 5/5      |
| GamesRadar+                     | 4,5/5    |
| GameZone                        | 9.3/10   |
| IGN                             | 9,5/10   |
| Nintendo Life                   | 9/10     |
| Xplay                           | 4/5      |

Il gioco ha ricevuto recensioni positive dalla critica, molte delle quali hanno definito New Super Mario Bros. uno dei migliori giochi disponibili per il Nintendo DS. GameZone credeva che fosse il «gioco più interessante» da acquistare per qualsiasi possessore del DS, notando il suo «enorme potenziale di esplorazione» e la reinvenzione del genere dei videogiochi a piattaforme. Tom Bramwell di Eurogamer ha dichiarato: «Ho già fatto questo genere di cose centinaia di volte in migliaia di giorni in quelli che sembrano una dozzina di giochi di Mario. Lo adoro ancora». Credendo che i giocatori esperti avrebbero avuto bisogno di pochissimo tempo per completare il gioco, GameSpot considerava comunque New Super Mario Bros. un gioco «assolutamente fantastico» e «assolutamente necessario» da possedere. GamesRadar considerava il gioco un affare, sottolineando che includeva «un gioco per giocatore singolo del tutto solido, un gioco per due giocatori semplice ma emozionante e poi una raccolta di giochi con lo stilo super veloci».
Diversi recensori hanno fatto paragoni tra New Super Mario Bros. e i loro giochi di Mario preferiti. Anche se alcuni hanno scoperto che i vecchi giochi di Mario erano migliori, la maggior parte di loro era comunque soddisfatta dell'esperienza complessiva del gioco, sebbene alcuni abbiano criticato la minore difficoltà del gioco rispetto ai vecchi giochi della serie. Craig Harris di IGN era entusiasta di New Super Mario Bros., affermando che era forse il suo nuovo videogioco a piattaforme preferito, soppiantando il suo precedente, Super Mario World 2: Yoshi's Island. Nonostante Super Mario World e Super Mario Bros. 3 fossero considerati i migliori giochi di Mario in 2D da Mr. Marbles di GamePro, il recensore decise di aggiungere New Super Mario Bros. come terzo gioco di Mario preferito, ammettendo come il gioco avesse una rigiocabilità di gran lunga maggiore rispetto agli altri due. Sebbene il gioco includa varie nuove funzionalità come una modalità versus, nuovi nemici e potenziamenti insieme ad altre aggiunte e miglioramenti al gameplay, Game Revolution ha posto con sconcerto la domanda: «Mario potrà mai essere veramente di nuovo nuovo?». Greg Sewart di X-Play pensava che il gioco non fosse all'altezza degli standard stabiliti dai suoi predecessori, ma lo considerava comunque il miglior videogioco a scorrimento laterale disponibile per Nintendo DS.
Anche la grafica e l'audio di New Super Mario Bros. hanno ricevuto elogi in numerose recensioni. La rivista Computer and Video Games è stata intrattenuta dall'«abile spaccato di Mario», insieme ai minigiochi extra offerti. Credevano che l'audio fosse molto buono per un gioco per Nintendo DS, prevedendo che «avrebbe comunque spaventato a morte i non udenti». Sebbene New Super Mario Bros. sia un gioco 2D, GameSpy ha trovato che gli elementi 2D e 3D si fondevano perfettamente nel gioco. L'esperienza complessiva del gioco ha soddisfatto 1UP.com, che ha applaudito la capacità di Nintendo di creare ancora una volta un'esperienza portatile divertente, solida e stimolante.
New Super Mario Bros. ha ricevuto numerosi premi e riconoscimenti. Ha ricevuto il premio Game of the Month da Game Informer e dall'Electronic Gaming Monthly e ha ricevuto gli Editors' Choice Awards da IGN e GameSpot. Il gioco è stato premiato come miglior gioco portatile agli Spike Video Game Awards 2006, miglior gioco per Nintendo DS da GameSpot e ha vinto il premio come miglior videogioco a piattaforme da X-Play e Nintendo Power. Il gioco è stato premiato come Choice Video Game ai Teen Choice Awards 2006 e Nintendo Game of the Year al Golden Joystick Award 2006. Nel 2009, l'Official Nintendo Magazine ha osservato: «Certo, a volte è un po' facile e un po' breve, ma grazie a nuovi geniali power-up e un sacco di accenni retrò, pochi giochi ti mettono un sorriso più grande sulla faccia», posizionando il gioco al 30º posto in un elenco dei migliori giochi Nintendo.

## Sequel
New Super Mario Bros. Wii, un successore di New Super Mario Bros., è stato pubblicato per Wii il 12 novembre 2009. Presenta un gameplay simile a quello del suo predecessore, con il ritorno di molti degli stessi power-up e l'introduzione di alcuni inediti. È il primo gioco di Super Mario a presentare un gameplay cooperativo per un massimo di quattro persone. New Super Mario Bros. 2, un sequel diretto, è stato pubblicato per Nintendo 3DS il 28 luglio 2012. New Super Mario Bros. U è stato pubblicato come titolo di lancio per il Wii U il 18 novembre 2012. Un'espansione del gioco intitolata New Super Luigi U è stata pubblicata come DLC il 20 giugno 2013, venendo poi successivamente ripubblicata come disco a sé stante. Una versione migliorata di New Super Mario Bros. U, che include New Super Luigi U, è stata distribuita per Nintendo Switch l'11 gennaio 2019, con il nome di New Super Mario Bros. U Deluxe. Presenta Toadette come nuovo personaggio giocabile.